# Heimiswil
Heimiswil (toponimo tedesco) è un comune svizzero di 1 621 abitanti del Canton Berna, nella regione dell'Emmental-Alta Argovia (circondario dell'Emmental).

## Monumenti e luoghi d'interesse

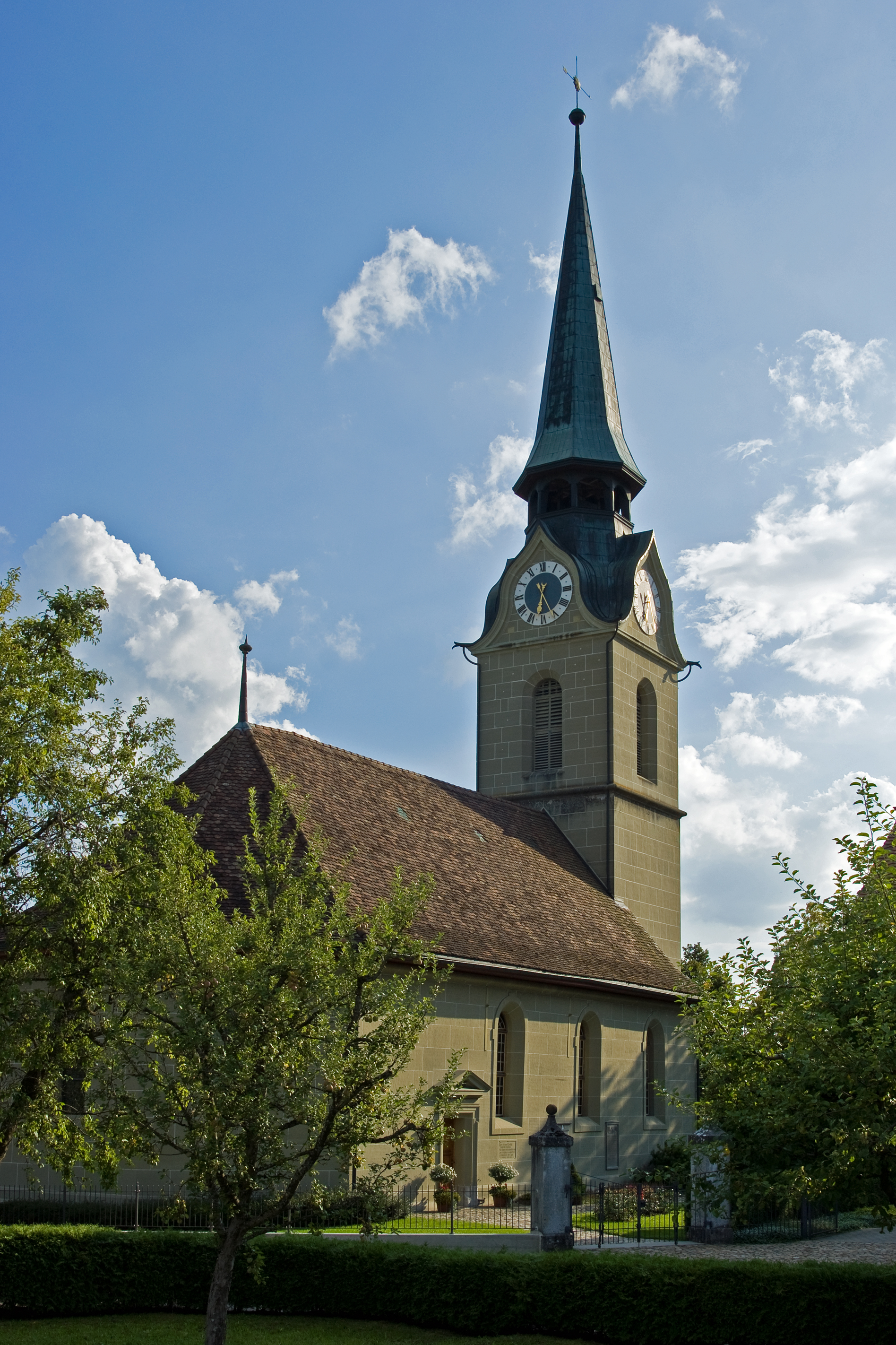
La chiesa riformata

- Chiesa riformata, attestata dal 1275 e ricostruita nel 1703-1704[1].

## Società

### Evoluzione demografica
L'evoluzione demografica è riportata nella seguente tabella:
Abitanti censiti

## Geografia antropica

### Frazioni
- Berg
  - Kaltacker
- Busswil
- Heimiswil
  - Niederdorf
  - Oberdorf
- Hirsegg
- Rotenbaum
  - Lueg
  - Rinderbach

## Amministrazione
Ogni famiglia originaria del luogo fa parte del cosiddetto comune patriziale e ha la responsabilità della manutenzione di ogni bene ricadente all'interno dei confini del comune.